# Bladia
Bladia (łac. Bladiensis) – stolica historycznej diecezji w Cesarstwie rzymskim w prowincji Byzacena, współcześnie w Tunezji. Obecnie katolickie biskupstwo tytularne.

## Biskupi tytularni
| Lp. | Biskup                        | Funkcja                                         | Od                   | Do                   |
| --- | ----------------------------- | ----------------------------------------------- | -------------------- | -------------------- |
| 1   | Jerome Emilianus Pillai       | biskup koadiutor Jaffny (Sri Lanka)             | 10 marca 1949        | 18 lipca 1950        |
| 2   | Nicolas Pierre van der Westen | wikariusz apostolski Pangkal-Pinang (Indonezja) | 8 lutego 1951        | 3 stycznia 1961      |
| 3   | Jan Mazur                     | biskup pomocniczy lubelski                      | 25 kwietnia 1961     | 24 października 1968 |
| 4   | Thomas Daily                  | biskup pomocniczy Bostonu (USA)                 | 31 grudnia 1974      | 17 lipca 1984        |
| 5   | José Vilaplana Blasco         | biskup pomocniczy Walencji (Hiszpania)          | 20 listopada 1984    | 23 sierpnia 1991     |
| 6   | Benjamin D. de Jesus          | wikariusz apostolski Jolo (Filipiny)            | 11 października 1991 | 4 lutego 1997        |
| 7   | Oswald Gracias                | biskup pomocniczy Bombaju (Indie)               | 28 czerwca 1997      | 7 września 2000      |
| 8   | António Marto                 | biskup pomocniczy Bragi (Portugalia)            | 10 listopada 2000    | 22 kwietnia 2004     |
| 9   | Bernardino Cortez             | biskup pomocniczy Manili (Filipiny)             | 31 maja 2004         | 27 października 2014 |
| 10  | Eduardo Vieira dos Santos     | biskup pomocniczy São Paulo (Brazylia)          | 10 grudnia 2014      | 19 maja 2021         |
| 11  | Víctor Iván Vargas Galarza    | biskup pomocniczy Cochabamby (Boliwia)          | 24 czerwca 2021      |                      |